# KANKU CLUBカード
KANKU CLUBカード（かんくうクラブカード）は、関西国際空港株式会社（関空）が、南海電気鉄道（南海）、スルッとKANSAI、三井住友カードと共同で発行していた、PiTaPa機能付き提携クレジットカードである。

## 概要
本利用開始日は2006年7月1日（minapitaと同日）。
KANKU CLUBカードを持つ会員は、関西国際空港内外で独自のサービスを受けることができるほか、南海グループカード minapita（minapita）のサービスも受けることができる。またVISAブランドのクレジット機能、PiTaPa対応のICカード機能も付き、これらは全て一枚のカードに集約されている。
入会資格は本会員、家族会員とも、日本国内に居住する18歳以上（高校生を除く）の者である。本会員は、三井住友カードによる与信審査が必要。
宣伝文は「関空の、もっともっと。」「関空へ、もっともっと。」「関空で、もっともっと。」「関空から、もっともっと。」。
2011年11月15日以降、新規申し込みを休止し、2012年6月末日をもってカード発行を停止した。現カードは有効期限内の使用可能。7月1日から関西国際空港の会員サービスはクレジット・PiTaPa機能のないKIXカードへと移行した。さらに2013年7月1日からは、関西国際空港と大阪国際空港の経営統合に伴ってKIX-ITMカードに移行した。

## 関連施設

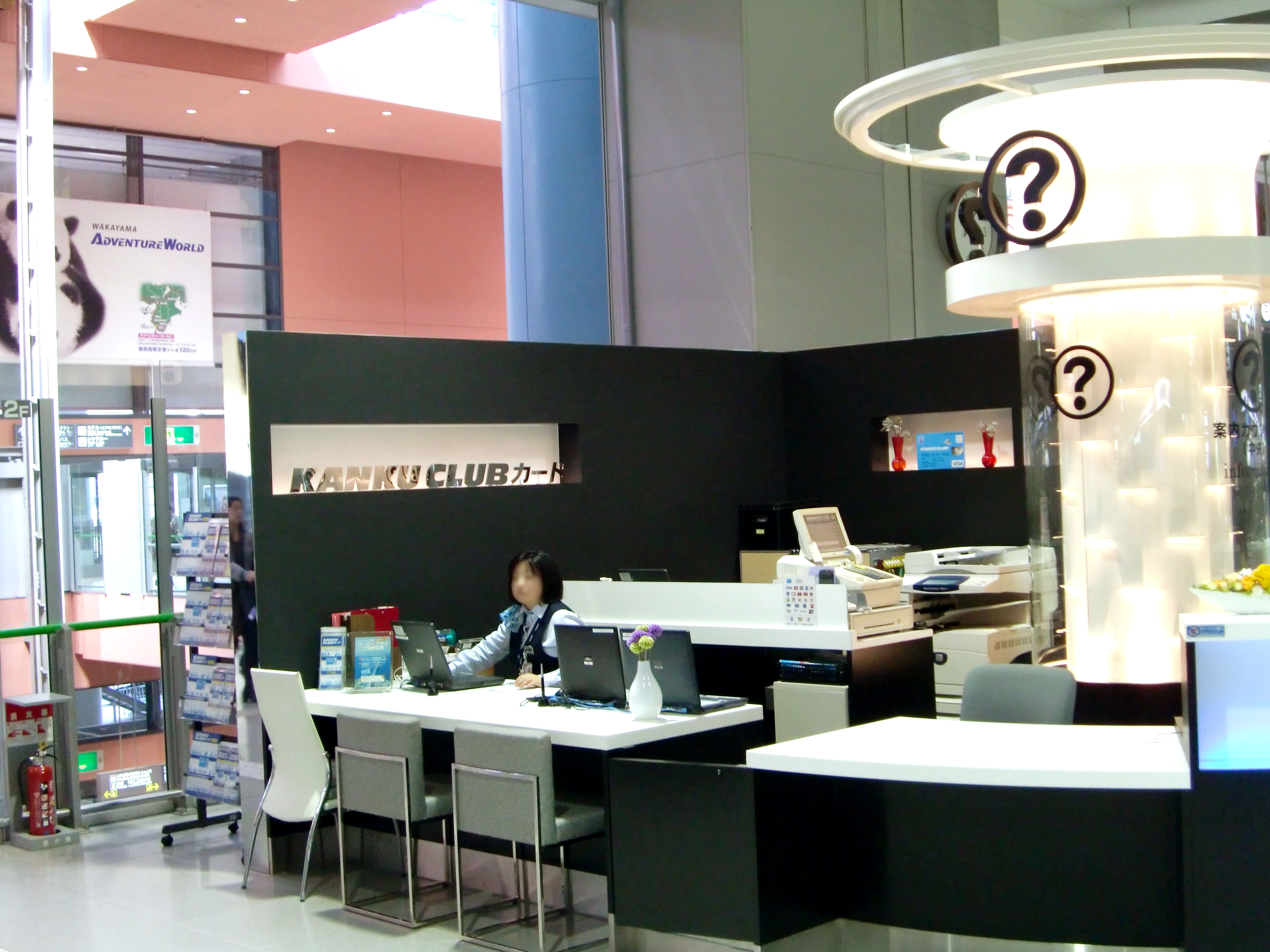
KANKU CLUBカードカウンター

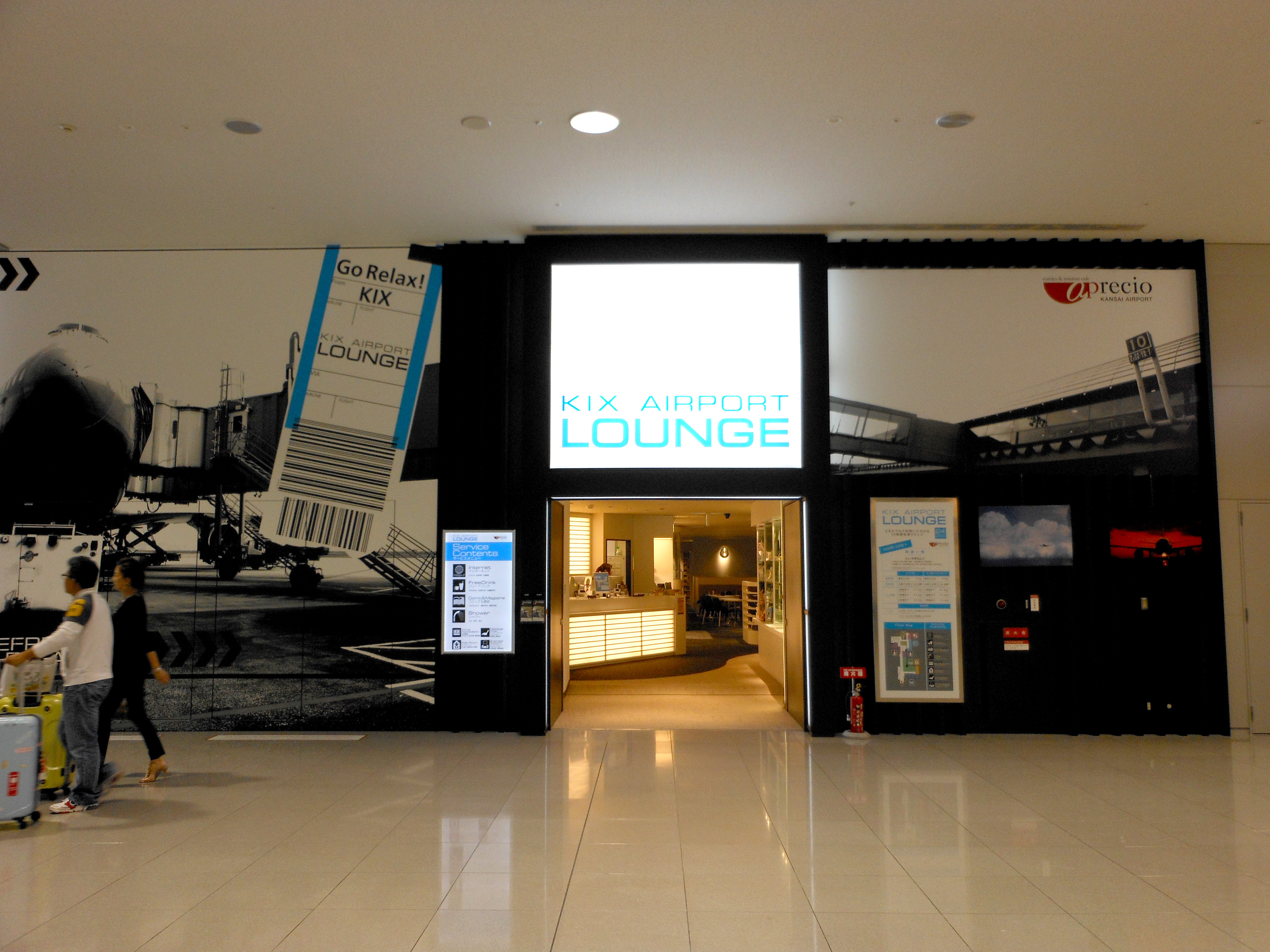
KIX AIRPORT LOUNGE

### KANKU CLUBカードカウンター
関西国際空港の第1ターミナルビル2階の中央案内カウンターにあった。KANKU CLUBカードの新規入会受付や、既存会員への特典引き換えなどを行なっていた。新規発行停止にともなって、現在は「KIX-ITMカードカウンター」となっている。
なお、本カードを申し込んでからカードが会員へ届くまで3～4週間ほどかかるが、カウンターで直接申し込むと、その場で仮カード（クレジット、PiTaPa機能なし）が即時発行されていた。この仮カードでは、フライトpointや空港内特典、マイカー割引など一部のサービスを申込当日から受けることができる。

### KIX AIRPORT LOUNGE
関西国際空港第1ターミナルビル2階の北側にある、インターネットカフェ形式の設備とサービスを備えたラウンジ。フリードリンクや有料の軽食・アルコール、雑誌・インターネットなどのサービスが受けられる。オープン席のほか、シングルブースやグループルーム（個室）を設けている。また、シャワールームやパウダールームもある。喫煙については、完全分煙のスペースが設けられている。漫画・雑誌などの書籍が充実しているほか、キッズルームが備えられていることなどが特長。
会員カードを所有していなくても利用できるが、KANKU CLUBカードやKIX-ITMカードを提示すると割引料金で利用できる。

## 主な会員サービス

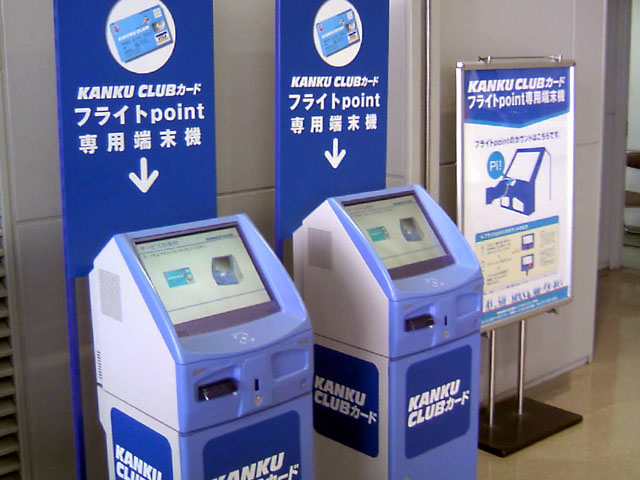
フライトpoint専用端末機

### フライトポイントサービス
フライトポイント専用端末機が、関空旅客ターミナルビルの出発口と到着口（国際線は出発口のみ）に置かれていて、会員が搭乗時に、KANKU CLUBカードを専用端末機にタッチしてアンケートに協力すると、ポイントが加算される。一回のタッチで、国内線では10フライトポイント（片道分）、国際線では20フライトポイント（往復分）が加算される。
たまったフライトポイントは、関西国際空港のターミナルビルに設置されている専用端末などで特典を選択し、引き換えることができる。一例として、
- 日本航空および全日本空輸の、マイレージへの交換
- アクセス特典　南海空港特急ラピートおよび関空発着リムジンバスの、片道運賃割引乗車券の販売
- 関空直営免税店クーポン券およびminapitaギフト券

などである。

### 空港内特典
KIX AIRPORT LOUNGEでは、カード会員はフライトポイントで利用できる。また基本利用料金の50パーセント割引で利用できる。同伴者は割引対象外。
関西国際空港と大阪国際空港の旅客ターミナルビルの物販、飲食、免税品、その他サービス店舗において、料金割引（一部店舗を除き、現金での割引も可）などのサービスが受けられる。また関空敷地内にあるエアロプラザ、展望ホールにおいても、同様のサービスが受けられる。

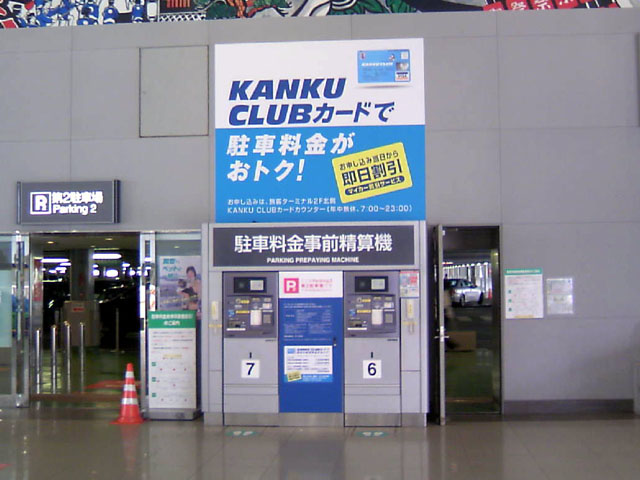
関空駐車場前にある、事前精算機

### ホテル特典
関空敷地内エアロプラザ内にあるホテル日航関西空港で、基本宿泊料金20パーセント割引、飲食10パーセント割引の特典がある。

### 駐車場割引
関西国際空港の空港駐車場（P1～P5、展望ホール駐車場）の駐車料金が25％割引き。大阪国際空港駐車場の駐車料金が10%引き。いずれも、精算機にKIX-ITMカードを入れることで適用される。

### 全国優待特典
全国のホテル、ゴルフ場、レジャーなど、約400の観光施設で、料金割引などのサービスを受けられる。

## minapitaとしての機能
- KANKU CLUBカードは、minapitaの姉妹カードでもあり、基本的にはminapitaの全サービスを受けることができる。また、minapitaの各ポイントシステムにも対応している（詳しくは南海グループカード minapita#minapitaポイントを参照）。関空でもクレジット決済で買い物をすると、基本ポイントに加え、プラスポイントがたまる。
- 本カードで南海空港特急ラピートの特別急行券・座席指定券の発行はできない。

## PiTaPaとしての機能
- PiTaPa対応としては初めて、空港とのタイアップを行ったカードであり、主に関空利用者向けのPiTaPaカードといえる。
- 同じく南海が発行しているminapitaが、クレジットカードとPiTaPaカードの2枚発行であるのとは異なり、両機能をまとめた1枚での発行である。
- 本人はもちろん家族会員のカードも発行できるが、本カードでジュニア･キッズカード（小学生～高校生向け）の発行はできない。
- 本カードは、IC定期サービスには対応していない。